# JUNB
JUNB (англ. JunB proto-oncogene, AP-1 transcription factor subunit) – білок, який кодується однойменним геном, розташованим у людей на короткому плечі 19-ї хромосоми. Довжина поліпептидного ланцюга білка становить 347 амінокислот, а молекулярна маса — 35 879.
| 10         |  | 20         |  | 30         |  | 40         |  | 50         |
| ---------- |  | ---------- |  | ---------- |  | ---------- |  | ---------- |
| MCTKMEQPFY |  | HDDSYTATGY |  | GRAPGGLSLH |  | DYKLLKPSLA |  | VNLADPYRSL |
| KAPGARGPGP |  | EGGGGGSYFS |  | GQGSDTGASL |  | KLASSELERL |  | IVPNSNGVIT |
| TTPTPPGQYF |  | YPRGGGSGGG |  | AGGAGGGVTE |  | EQEGFADGFV |  | KALDDLHKMN |
| HVTPPNVSLG |  | ATGGPPAGPG |  | GVYAGPEPPP |  | VYTNLSSYSP |  | ASASSGGAGA |
| AVGTGSSYPT |  | TTISYLPHAP |  | PFAGGHPAQL |  | GLGRGASTFK |  | EEPQTVPEAR |
| SRDATPPVSP |  | INMEDQERIK |  | VERKRLRNRL |  | AATKCRKRKL |  | ERIARLEDKV |
| KTLKAENAGL |  | SSTAGLLREQ |  | VAQLKQKVMT |  | HVSNGCQLLL |  | GVKGHAF    |

A: Аланін

C: Цистеїн

D: Аспарагінова кислота

E: Глутамінова кислота

F: Фенілаланін

G: Гліцин

H: Гістидин

I: Ізолейцин

K: Лізин

L: Лейцин

M: Метіонін

N: Аспарагін

P: Пролін

Q: Глутамін

R: Аргінін

S: Серин

T: Треонін

V: Валін

Кодований геном білок за функцією належить до фосфопротеїнів. 
Задіяний у таких біологічних процесах, як транскрипція, регуляція транскрипції, ацетилювання. 
Білок має сайт для зв'язування з ДНК. 
Локалізований у ядрі.